# Etnia de Cleópatra

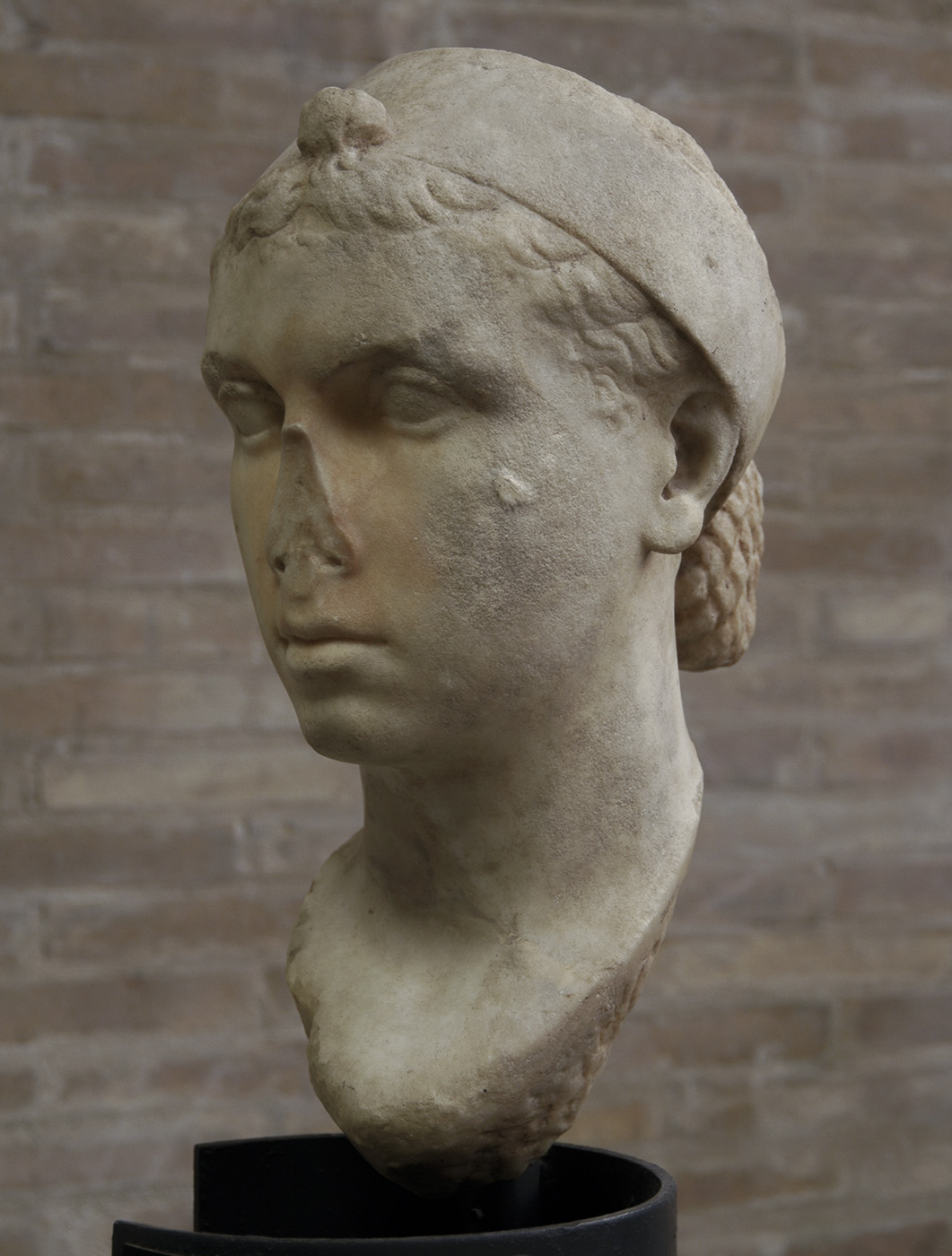
Um busto de Cleópatra VII datado de 40-30 a.C., agora localizado nos Museus do Vaticano, mostrando-a com um penteado "melão" e um diadema real helenístico

A etnia de Cleópatra VII, a última governante helenística ativa do Reino Ptolomaico do Egito, liderado pela Macedônia, causou debate em alguns círculos.  Há um consenso geral entre os estudiosos de que ela era predominantemente de ascendência grega macedônia e em menor grau de ascendência iraniana (sogdiana e persa). Outros, incluindo alguns estudiosos e leigos, especularam se ela poderia ter tido outros ancestrais além desses.  
Por exemplo, o artigo "Was Cleopatra Black?" (tradução: "Cleópatra era negra?") foi publicado na revista Ebony em 2002. Mary Lefkowitz, Professora Emérita de Estudos Clássicos no Wellesley College, traça as principais origens da afirmação de uma Cleópatra negra no livro de 1946 de JA Rogers chamado World's Great Men of Color, embora observe que a ideia de Cleópatra como negra remonta pelo menos ao século XIX.  Lefkowitz refuta a hipótese de Rogers, com base em vários fundamentos acadêmicos. A reivindicação negra para Cleópatra foi revivida em um ensaio do autor afrocentrista John Henrik Clarke, catedrático de história africana no Hunter College, intitulado "African Warrior Queens". Lefkowitz observa que o ensaio inclui a afirmação de que Cleópatra se descreveu como negra no Livro de Atos do Novo Testamento – quando na verdade Cleópatra morreu mais de sessenta anos antes da morte de Jesus Cristo. Alguns estudiosos do início do século XX especularam que Cleópatra era em parte judia, mas esta hipótese não durou até a historiografia do final do século XX.
Os estudiosos geralmente identificam Cleópatra como sendo essencialmente de ascendência grega com alguma ascendência iraniana persa e sogdiana, com base no fato de que sua família grega macedônia (a dinastia ptolemaica) havia se casado com a dinastia selêucida.    A imagem oficial de Cleópatra (que ela teria aprovado) cunhada em moedas e os três bustos dela considerados autênticos pelos estudiosos (que possuem feições similares as presentes nas moedas) retratam Cleópatra como uma mulher grega. O busto de Cherchell é amplamente considerado pelos estudiosos como sendo o da filha de Cleópatra, Cleópatra Selene II.     Francisco Pina Polo escreve que as moedas cunhadas por Cleópatra apresentam como ela era fisicamente e afirma que o retrato esculpido da cabeça de "Cleópatra de Berlim" confirma como tendo perfil semelhante.
Em 2009, um documentário da BBC especulou que Cleópatra poderia ter ascendência vindo de parte do Norte da África. Isto foi baseado em grande parte no exame de um esqueleto sem cabeça de uma criança do sexo feminino em uma tumba de 20 a.C. em Éfeso (atual Turquia ), juntamente com as antigas notas e fotografias do crânio agora desaparecido. Os restos mortais foram hipotetizados como sendo de Arsínoe IV, irmã ou meia-irmã de Cleópatra,   e conjecturas baseadas em processos desacreditados sugeriram que os restos mortais pertenciam a uma menina cuja "raça" pode ter sido "Norte-Africana" . Esta afirmação é rejeitada pelos estudiosos, com base no fato de que os restos mortais eram impossíveis de serem identificados como de Arsinoe, era impossível identificar a raça dos restos mortais, os restos mortais pertenciam a uma criança muito mais jovem que Arsinoe quando ela morreu, e o fato que Arsínoe e Cleópatra compartilhavam o mesmo pai, Ptolomeu XII Auletes, mas podem ter tido mães diferentes.   

## Contexto
A raça e a cor da pele de Cleópatra VII, a última governante helenística ativa da dinastia ptolomaica grega macedônia do Egito, causou algum debate, embora geralmente não em fontes acadêmicas. Por exemplo, o artigo "Cleópatra era negra?" foi publicado na revista Ebony em 2002,  e um artigo sobre o afrocentrismo do St. Louis Post-Dispatch também menciona a questão.
A classicista Grace Macurdy observa em seu livro seminal de 1932 Hellenistic Queens: A Study of Woman-Power in Macedonia, Seleucid Syria, and Ptolemaic Egypt (tradução: Rainhas Helenísticas: Um Estudo do Poder Feminino na Macedônia, na Síria Selêucida e no Egito Ptolomaico) que estudiosos antes de seu livro haviam especulado que Cleópatra era parte judia, uma hipótese que Macurdy descarta como tendo "pequena evidência". As evidências citadas para esta hipótese incluíram leituras anti-semitas da iconografia de Cleópatra (principalmente, o nariz de Cleópatra), especulações modernas sobre sua legitimidade, a habilidade de Cleópatra em falar a língua dos hebreus e o patrocínio secular dos judeus alexandrinos pelos Ptolomeus, incluindo Cleópatra. 
Mary Lefkowitz, Professora Emérita de Estudos Clássicos no Wellesley College, traça as principais origens da afirmação de Cleópatra negra no livro de 1946 de JA Rogers chamado World's Great Men of Color, embora observe que a ideia de Cleópatra como negra remonta pelo menos ao século XIX.  Lefkowitz refuta a hipótese de Rogers. Ela observa a incapacidade de Rogers de numerar corretamente a família de Cleópatra (por exemplo, nomeando o irmão de Cleópatra, Ptolomeu XIII Theos Philopator, como seu pai, que era Ptolomeu XII Auletes, e nomeando Ptolomeu XI Alexandre II como pai de Ptolomeu XII quando ele era Ptolomeu IX Soter), usando como principais fontes uma interpretação errônea de Antônio e Cleópatra de William Shakespeare (escrito mais de 1.500 anos após a morte de Cleópatra) e citações falsas da  Enciclopédia Britânica (quando na verdade ela não afirmava então ou nunca afirmava que Cleópatra era negra), e que sua presunção de que a avó paterna de Cleópatra era uma escrava negra africana é "baseada no passado mais recente". 
Ela enfatiza ainda que a escravidão nos tempos antigos era muito diferente da escravidão moderna de bens móveis negros, já que os escravos não eram capturados com base na cor da pele, mas na verdade eram em sua maioria cativos de guerra, incluindo principalmente gregos, e observa que a afirmação de Roger de uma avó negra é baseada em práticas de proprietários de escravos do século XIX.  A afirmação de Cleópatra ser negra, continua Lefkowitz, foi revivida em um ensaio escrito pelo afrocentrista John Henrik Clarke, presidente de história africana no Hunter College, intitulado "African Warrior Queens" para Black Women in Antiquity. 
Ela observa que o ensaio foi em grande parte baseado nos escritos de Rogers, com as "informações de apoio próprias" de Clarke, que incluem sua afirmação de que Cleópatra se descreveu como negra no Livro de Atos do Novo Testamento - quando na verdade Cleópatra morreu mais de sessenta anos antes da morte de Jesus. Ela também observa que se a avó paterna de Cleópatra fosse egípcia e se foi assim que ela aprendeu egípcio, seria mais provável que o pai de Cleópatra, Ptolomeu XII, fosse o primeiro Ptolomeu a aprender egípcio em vez de Cleópatra (observando que pessoas como Rogers e Clarke nunca o mencionam ), que é o único membro da dinastia ptolomaica conhecido por ter aprendido egípcio, além de sua língua nativa o grego koiné e oito outras línguas. 
Em seu artigo de 1993 "Black Feminist Thought and Classics: Re-Membering, Re-Claiming, Re-Empowering", a classicista Shelley P. Haley discute Cleópatra a partir de uma perspectiva feminista negra na qual ela vê a rainha como uma figura simbólica para as mulheres afro-americanas. Ela escreve que “Cleópatra reagiu aos fenômenos de opressão e exploração como uma mulher negra faria”. Assim, o público afro-americano reivindica Cleópatra como uma 'irmã'.  Mary Lefkowitz respondeu a Haley observando que a histórica Cleópatra VII não foi uma vítima, mas sim um governante despótica helenística que perdeu uma "luta estreita pelo poder".  Quando questionada pelas críticas de Lefkowitz ao seu artigo de 1993, Haley argumentou ainda a favor de Cleópatra simbolizando para as mulheres afro-americanas "o tratamento que recebemos das mãos do patriarcado eurocêntrico ". 
No que diz respeito à questão da raça da Cleópatra histórica, Haley respondeu "que esta é uma questão muito complexa quando posta  sobre Cleópatra ou qualquer outra figura histórica antiga – ou moderna"  Além de ser uma figura simbólica no feminismo negro estadunidense, Cleópatra se tornou um ícone para o público egípcio ao longo dos séculos, bem como na era moderna para os movimentos nacionalistas árabes e egípcios .  Como ícone nacional para os egípcios, Cleópatra tem sido vista por figuras como Ahmed Shawqi como representante do conflito entre o Egito e as potências imperialistas europeias. (Conforme apontado pelo historiador Adrian Goldsworthy, no entanto, se houve alguma 'grande luta' de civilizações durante a vida da histórica Cleópatra VII, foi "não entre o Oriente e o Ocidente, mas entre gregos e romanos ".) 
Em resposta ao livro Not Out of Africa de Lefkowitz, Molefi Kete Asante, professor de estudos afro-americanos na Temple University escreveu o artigo "Race in Antiquity: Truly Out of Africa", no qual enfatizou que "pode dizer sem dúvida que os afrocentristas não perdem tempo argumentando que Sócrates ou Cleópatra eram negros." 
Mais recentemente, Kathryn Bard, professora de Arqueologia e Estudos Clássicos da Universidade de Boston declarou em 2020 que: "Cleópatra era branca de ascendência macedônia, assim como todos os governantes de Ptolomeu, que viviam no Egito",  enquanto para Rebecca Futo Kennedy, Professora Associada de Estudos Clássicos, Estudos de Mulheres e de Gênero e Estudos Ambientais na Universidade Denison, uma vez que não há base genética para raça, qualquer afirmação que afirma ser capaz de identificar a "verdadeira origem racial" de Cleópatra a partir de sua árvore genealógica perpetua nada mais do que uma posição política moderna.  Para Mary Beard, professora de Clássicos da Universidade de Cambridge e estudiosa da civilização romana antiga, "A verdade é que não temos ideia das origens de Cleópatra. Ela certamente pertencia a uma família real da Macedônia, mas se sua mãe (ou qualquer outra de suas ancestrais femininas) era egípcia, simplesmente não sabemos." 
No que diz respeito ao debate em torno da escalação em 2020 da atriz israelense Gal Gadot para um projeto de filme de Cleópatra, o escritor e jornalista egípcio-australiano Daniel Nour afirmou que os egípcios deveriam ter uma palavra a dizer sobre quem será escalada como Cleópatra, já que ela era uma "rainha da história egípcia". No contexto do feminismo egípcio, Nour argumenta que para as mulheres egípcias "a escolha de escalar uma mulher egípcia para um papel como Cleópatra pode ser incrivelmente fortalecedora". Ele continua argumentando que, como Cleópatra é uma rainha egípcia de ascendência grega, ela é representativa da diversidade genética do Egito moderno. Ele observa ainda a importância da feminista egípcia Nawal El Saadawi identificar o papel de Cleópatra na história egípcia como parte de "demonstrações históricas das estruturas de poder matriarcais mantidas pelas mulheres norte-africanas".
A exclusão do caráter grego de Cleópatra das principais produções de Hollywood também foi discutida recentemente por estudiosos gregos: o historiador grego Konstantinos P. Nikoloutsos, em sua antologia Ancient Greek Women in Film (2013), inclui um capítulo escrito pelo classicista Lloyd Llewellyn-Jones intitulado "'Uma coisa quase toda grega': Cleópatra VII e a imaginação de Hollywood" (uma referência ao famoso filme Cleópatra de 1963) que critica a falta de representação da cultura grega nas representações de Cleópatra. 
A série de documentários da Netflix de 2023, Rainha Cleópatra, que escalou uma atriz de ascendência mista inglesa e jamaicana como rainha, gerou polêmica com acusações de imprecisão histórica, inclusive do ex-ministro de Estado para Assuntos de Antiguidades, Zahi Hawass.   Isso gerou um processo no Egito, alegando que o documentário distorcia a realidade para promover o afrocentrismo e que os programas da Netflix não estavam alinhados com os valores egípcios ou islâmicos.  Rebecca Futo Kennedy afirma que discutir se alguém era "negro" ou "branco" é anacrônico, e que fazer esta pergunta diz "mais sobre os investimentos políticos modernos do que sobre a tentativa de compreender a antiguidade em seus próprios termos". 

## Representações conhecidas

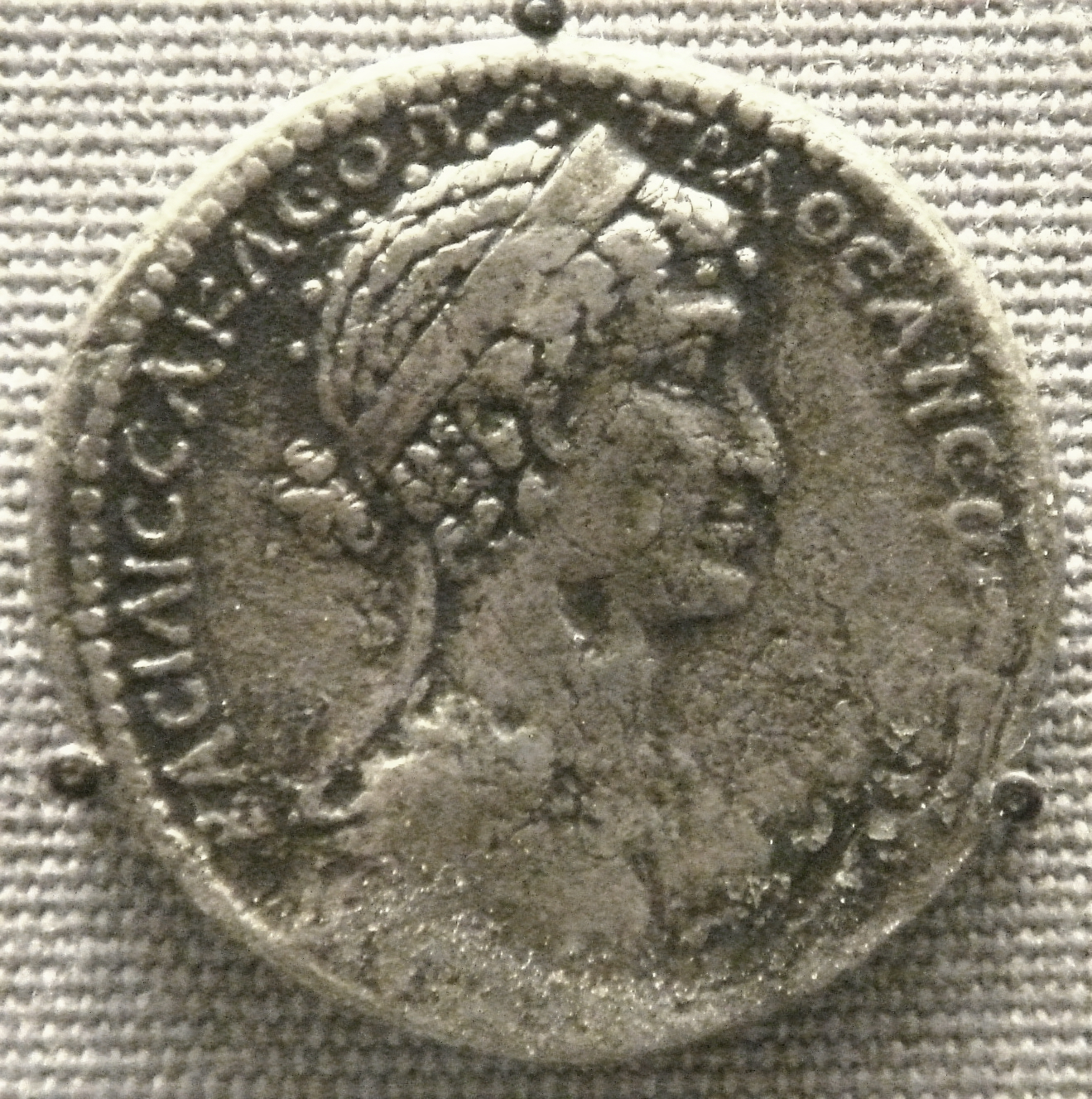
Moeda retrato tetradracma aprovada por Cleópatra VII Filopator com a inscrição grega: BACIΛICCA KΛEOΠATPA ΘEA NEΩTEPA, lit. “Rainha Cleópatra, a deusa mais jovem”.

A cunhagem oficial ptolomaica de Cleópatra (que ela teria aprovado) e os três bustos romanos dela considerados autênticos pelos estudiosos retratam Cleópatra como uma mulher grega em, incluindo o quíton grego, o diadema helenístico e o coque grego.     Francisco Pina Polo escreve que a cunhagem das moedas de Cleópatra apresenta a sua fisionomia e afirma que o retrato esculpido da cabeça de " Cleópatra de Berlim " do Museu Altes é confirmado como tendo um perfil semelhante com o cabelo puxado para trás num coque, um diadema e um nariz curvo. 
Ernle Bradford escreve que é "razoável inferir" que Cleópatra tinha cabelos escuros e "pele morena clara" pela forma como ela se retrata como um "tipo do Mediterrâneo Oriental" em suas moedas oficiais, e que ela desafiou Roma não como uma mulher egípcia, "mas como uma grega civilizado."  Barbara Watterson observa que as moedas de Cleópatra a mostram no estilo grego em vez do estilo egípcio e argumenta que embora ela fosse uma grega macedônia, só podemos especular a cor das feições de Cleópatra, mas provavelmente tinha cabelos e olhos castanhos escuros e pele com um tom oliva.

Semelhante à Cleópatra de Berlim, outros retratos romanos esculpidos de Cleópatra incluem cabeças de mármore com diademas agora localizadas nos Museus do Vaticano e no Museu Arqueológico de Cherchell, embora este último possa ser uma representação de sua filha Cleópatra Selene II.    A estátua diadema de ' Vênus Esquilina ' nos Museus Capitolinos também é especulada como sendo uma representação adicional da rainha,    especialmente devido à sua conexão com a deusa grega Afrodite, como visto em algumas de suas moedas. O Vaso Portland, um vaso de vidro romano datado do reinado de Augusto e agora no Museu Britânico, inclui uma possível representação de Cleópatra com uma serpente subindo em seu colo enquanto ela se senta e agarra o braço de seu esposo romano Marco Antônio.
Além de esculturas e moedas, vários afrescos romanos sobreviventes de Pompéia e Herculano provavelmente também retratam Cleópatra. Uma representação contemporânea da Casa de Marco Fábio Rufo, em Pompéia, retrata a rainha como a deusa Vênus Genetrix segurando um cupido em seus braços, ostensivamente uma representação rara de seu filho Cesário, filho do ditador romano Júlio César. Susan Walker observa que a pele branco-marfim da mulher, o rosto redondo, o longo nariz aquilino e os grandes olhos redondos eram características comuns nas representações romanas e ptolomaicas de deusas. Em seu argumento de que a beleza de Cleópatra era tão perigosa para a política quanto Helena de Tróia, o poeta romano Lucano escreveu em sua Pharsalia que Cleópatra enfatizava a visão de seus "seios brancos" através de seu vestido oriental com véu fino, comentários provavelmente destinados a sexualizar ela do que dar uma descrição precisa de sua pessoa.
Duane W. Roller escreve sobre o afresco de Pompeia: "parece haver poucas dúvidas de que esta é uma representação de Cleópatra e Cesário diante das portas do Templo de Vênus no Fórum Julium e, como tal, torna-se a única pintura contemporânea existente do rainha."  Walker, Roller e Joann Fletcher observam a semelhança desta pintura de Pompeia com o rosto preservado na " Cleópatra do Vaticano ", o dano na bochecha esquerda da escultura possivelmente causado pelo braço de um cupido que pode ter sido arrancado.  
Os retratos póstumos incluem um afresco da Casa de Giuseppe II de Pompéia retratando seu possível suicídio por envenenamento,  um retrato pintado na Casa do Pomar de Pompéia mostrando uma vista lateral de seu busto com diadema e um afresco muito semelhante da vizinha Herculano, este último que corresponde ao rosto de suas esculturas e moedas oficiais. 
Além da arte helenística, as obras de arte egípcias nativas de Cleópatra incluem o Busto de Cleópatra no Museu Real de Ontário,  bem como relevos esculpidos em pedra do Templo de Hathor no complexo do Templo de Dendera, no Egito, retratando Cleópatra e Cesário como faraós governantes, fornecendo oferendas às divindades egípcias.  Outras obras incluem uma grande estátua ptolomaica de basalto negro agora no Museu Hermitage, São Petersburgo, representando uma incerta rainha ptolomaica que se pensa ser Arsínoe II ou a famosa Cleópatra VII. 
Em seu Kleopatra und die Caesaren (2006), Bernard Andreae afirma que esta estátua de basalto egípcia é, assim como outros retratos egípcios, idealizações da rainha e não contém características faciais realistas e, portanto, acrescenta pouco ao conhecimento da aparência de Cleópatra. Diana Preston chega a uma conclusão semelhante sobre as representações egípcias nativas de Cleópatra: "Além de certas esculturas de templos, que são de qualquer maneira em um estilo faraônico altamente estilizado e dão poucas pistas sobre a aparência real de Cleópatra, as únicas representações certas de Cleópatra são aquelas em moedas. A cabeça de mármore no Vaticano é uma das três esculturas geralmente, embora não universalmente, aceitas pelos estudiosos como representações de Cleópatra."  Barbara Watterson escreve que as representações de Cleópatra, como em Hathor, são representações egípcias convencionais, em vez de retratos reais da rainha. Ela observa que o relevo de Dendera mostra Cleópatra no "típico estilo ptolomaico".
Roger S. Bagnall observou que aqueles que tentam defender fortemente a influência egípcia na dinastia ptolomaica "descreveram em essência um uso de material egípcio para propósitos reais", como as obras egípcias nativas dos Ptolomeus, e, portanto, não são indicativos de uma "egipianização" da família real.  Conforme apontado por Elaine Fantham, "Embora Cleópatra fosse herdeira de algumas tradições egípcias antigas, ela não era uma anomalia em uma longa linhagem de rainhas gregas." 

## Ancestralidade
Os estudiosos geralmente identificam Cleópatra como sendo essencialmente de ascendência grega macedônia, com alguma ascendência persa e iraniana sogdiana. Isto se baseia no fato de que sua família grega macedônia - a dinastia ptolemaica - havia se casado com a dinastia selêucida grega macedônia que governava grande parte da Ásia Ocidental . Notavelmente, isso incluiu a primeira Cleópatra ptolomaica, a rainha Cleópatra I Syra, uma princesa selêucida e filha de Antíoco III, o Grande, que se casou com Ptolomeu V Epifânio .    Cleópatra I Syra era descendente da rainha selêucida Apama, a esposa iraniana sogdiana de Seleuco I Nicator, um companheiro grego macedônio de Alexandre, o Grande .   Laódice III, mãe de Cleópatra I Sira, nasceu do rei Mitrídates II do Ponto e de sua esposa Laódice, que tinha uma herança ancestral mista grega e persa. 
Embora a identidade da mãe de Cleópatra VII Filopator seja incerta, geralmente acredita-se que ela seja Cleópatra V do Egito, irmã ou prima-esposa de Ptolomeu XII Auletes, que era filha de Ptolomeu IX Sóter ou Ptolomeu X Alexandre I.     Além disso, embora a identidade de sua avó paterna não seja certa, geralmente acredita-se que ela seja Cleópatra IV, através do pai de Ptolomeu XII, Ptolomeu IX Sóter,    ou uma mulher grega alexandrina.      Alegações de ilegitimidade nunca foram usadas contra Cleópatra na campanha de propaganda extremamente hostil de Augusto. Michael Grant observa que se Cleópatra fosse ilegítima, seus "numerosos inimigos romanos teriam revelado isso ao mundo". 
Grant afirma que Cleópatra provavelmente não tinha uma gota de sangue egípcio e que ela "teria se descrito como grega".  Além disso, ele ressalta que "toda a sua educação e cultura" era grega.  O tutor de infância de Cleópatra foi o sofista Filóstrato, com quem ela aprendeu as artes gregas da oratória e da filosofia. Grant também afirma que a rainha estava "consumida pela ambição perpétua de reviver as antigas glórias de seu reino e casas gregas ". 
Grant propõe que a avó paterna de Cleópatra pode ter sido uma mistura de síria e grega, em linha com o precedente da realeza síria selêucida na linhagem ptolomaica, e continua que "certamente ela não era egípcia", observando que não há nenhuma esposa egípcia conhecida de um rei ptolomaico e há apenas uma amante egípcia conhecida de Ptolomeu (do século III aC). 
Lefkowitz escreve que esta mulher egípcia, chamada Didyame, era amante de Ptolomeu II Filadelfo. Ela observa que entre as muitas amantes de Ptolomeu II, Didyame foi especificamente destacada porque era egípcia, e não da linhagem grega usual entre as amantes ptolomaicas (que incluíam entre as amantes de Ptolomeu II, as cortesãs Bilistiche, Agathocleia, Stratonice da Líbia e Myrto – cuja cor e etnia não foram especificamente apontadas como Didyame, "presumivelmente porque eram gregas"). Ela observa ainda que se ela teve filhos com Ptolomeu, eles nunca se tornaram rei. Ela afirma que é "enganoso sugerir que a única amante não-grega, Didyame, fornecesse evidências de uma prática comum".
Duane W. Roller especula que Cleópatra VII poderia ter sido filha de uma hipotética mulher meio macedônia-grega e meio egípcia pertencente à família sacerdotal de Ptah (a outra candidata principal que ele observa seria Cleópatra V/VI) localizada em Memphis no norte do Egito, mas afirma que qualquer que seja a ascendência de Cleópatra, ela valorizou mais a sua herança grega ptolemaica. Ele observa ainda que "não há absolutamente nenhuma evidência" de que Cleópatra era racialmente negra africana, o que ele descarta como geralmente não sendo "fontes acadêmicas confiáveis".  Ele prossegue dizendo que, fora da hipótese de Cleópatra ser três quartos grega macedônia e um quarto egípcia, "não há espaço para mais nada, certamente não para qualquer sangue negro africano".  A especulação de que Cleópatra era filha ou neta de uma hipotética mulher da família sacerdotal de Ptah foi conjecturada pela primeira vez por Werner Huß, com base em um especulado casamento anterior entre Psenptais II, sumo sacerdote de Ptah, e uma certa "Berenice", certa vez considerada possivelmente filha de Ptolomeu VIII.   No entanto, a especulação deste casamento foi refutada pela egiptóloga Wendy Cheshire.  
Diana Preston também escreve que a avó paterna de Cleópatra pode ter sido parte síria, continuando que mesmo que Cleópatra tivesse uma avó egípcia "isso não significa que ela fosse uma negra africana" e que Cleópatra "quase certamente tinha pele morena e olhos escuros".  Adrian Goldsworthy observa que Cleópatra, tendo sangue macedônio com um pouco de sírio, provavelmente não tinha pele escura (ele também observa que a propaganda romana nunca menciona isso, embora admita que isso possa ser simplesmente porque os romanos consideravam a cor da pele algo sem importância), argumentando que "uma pele mais clara é um pouco mais provavelmente considerando sua ascendência", e que ela "não era mais egípcia cultural ou etnicamente do que a maioria dos residentes do Arizona moderno são apaches."  Mary Lefkowitz observa que se a avó ou mãe de Cleópatra fosse egípcia, isso certamente teria sido apontado nos registros, e conclui que qualquer que fosse sua ascendência, Cleópatra "se considerava grega".
Jean Bingen aponta que o segundo título de Cleópatra, Philopatris ('aquela que ama seu patris') refere-se claramente à sua ascendência macedônia, invocando o sangue tanto dos Ptolomeus quanto dos selêucidas gregos.  Goldsworthy observa ainda que a língua nativa de Cleópatra era o grego, que foi na "literatura e cultura gregas que ela foi educada", que sua adoração a Ísis foi "fortemente helenizada" e que, embora ela fosse apresentada em algumas estátuas no estilo egípcio idealizado, era improvável que ela se vestisse assim fora da realização de certos ritos. Em vez disso, continua ele, Cleópatra "usava a bandana e as vestes de um monarca grego".  Stacy Schiff concorda que Cleópatra não tinha pele escura, que "os Ptolomeus eram na verdade gregos macedônios, o que torna Cleópatra aproximadamente tão egípcia quanto Elizabeth Taylor ", que seus parentes ptolomaicos foram descritos como "pele de mel", que ela fazia parte Persa, e que "uma amante egípcia é uma raridade entre os Ptolomeus". 
Schiff continua argumentando que Cleópatra "manteve fielmente a tradição familiar".  Em essência, a lealdade de Cleópatra era para com sua herança grega ptolomaica.  Conforme observado por Donald R. Dudley, Cleópatra e sua família foram "os sucessores dos faraós nativos, explorando, por meio de uma burocracia altamente organizada, os grandes recursos naturais do Vale do Nilo".  Por exemplo, o estudioso da Grécia Antiga Ateneu relata que Cleópatra deu pessoas escravizadas, incluindo "meninos etíopes ", aos convidados do jantar. 
Joyce Tyldesley concorda, observando que embora houvesse governantes macedônios loiros, como Ptolomeu II, a conhecida ascendência macedônia e persa de Cleópatra torna provável que ela tivesse "cabelos escuros e pele morena ou castanha clara".  Ela observa ainda que, devido a alguma incerteza na historiografia moderna sobre a árvore genealógica ptolomaica, Cleópatra era "algo entre 25% a 100% de origem macedônia", embora sustentasse que na época do nascimento de Cleópatra, os Ptolomeus eram macedônios culturalmente helenísticos que tinham adquirido "pelo menos alguns hábitos egípcios".  Para o artigo da Enciclopédia Britânica sobre a rainha Cleópatra, Tyldesley escreve que "Cleópatra era descendente de macedônios e tinha pouco ou nenhum sangue egípcio", ao mesmo tempo em que observa que Plutarco deu a entender que ela foi a primeira governante ptolomaica a aprender egípcio e que para fins políticos, Cleópatra se autodenominou a nova Ísis (assim como a deusa grega Afrodite  ), como sua ancestral Cleópatra III, "que também afirmou ser a personificação viva da deusa Ísis". 
Roger S. Bagnall afirma que a atitude grega em relação ao Egito e aos egípcios parece ter sido exploradora, "tanto no sentido neutro como no sentido negativo da palavra".  Além disso, salienta que a classe dominante grega foi capaz de se adaptar às suas novas circunstâncias "sem alteração cultural fundamental", o que, combinado com a sua posição de poder no Egito, "permitiu-lhes tirar o que quisessem do Egito sem deixar de tornarem-se gregos."  Francine Prose observa que embora Cleópatra tenha nascido e "aparentemente se considerasse" como uma rainha grega da Macedônia, tudo o que importava para os romanos era que "ela não era romana e, mais importante, que sua existência, sua influência, e seu poder constituiu um obstáculo à expansão romana." 

### Arsínoe IV
Em 2009, um documentário da BBC especulou que Arsínoe IV do Egito, meia-irmã de Cleópatra VII, pode ter tido ascendência parcialmente norte-africana e depois especulou ainda que a mãe de Cleópatra, portanto a própria Cleópatra, também poderia ter sido parte norte-africana. Isto baseou-se em grande parte nas afirmações de Hilke Thür, da Academia Austríaca de Ciências, que na década de 1990 examinou o esqueleto sem cabeça de uma criança do sexo feminino num túmulo de 20 a.C. em Éfeso (atual Turquia ), juntamente com as antigas notas e fotografias do crânio agora desaparecido. Ela formulou a hipótese de que o corpo fosse de Arsinoe.  
Arsínoe e Cleópatra compartilhavam o mesmo pai ( Ptolomeu XII Auletes ), mas podem terem tido mães diferentes,  com Thür alegando que a suposta ascendência africana veio da mãe do esqueleto. No entanto, Clarence C. et al. demonstraram que as medidas do crânio não são um indicador confiável de raça  e as medidas foram anotadas em 1920, antes que a ciência forense moderna se consolidasse.   Até o momento nunca foi definitivamente provado que o esqueleto é o de Arsinoe IV. Quando foi feito um teste de DNA que tentou determinar a identidade da criança, foi impossível obter uma leitura precisa, pois os ossos haviam sido manuseados muitas vezes, e o crânio havia sido perdido na Alemanha durante a Segunda Guerra Mundial . Além disso, a craniometria usada por Thür para determinar a raça é baseada no racismo científico que agora é geralmente considerado uma pseudociência desacreditada com "uma longa história de ser usada de forma racialmente motivada e muitas vezes aberta e explicitamente racista". 
Mary Beard escreveu um ensaio divergente criticando as descobertas, apontando que, primeiro, não há nenhum nome sobrevivente na tumba e que a alegação de que a tumba supostamente invoca a forma do Farol de Pharos "não faz sentido"; segundo, o crânio não sobreviveu intacto e o esqueleto é de uma criança muito jovem para ser o de Arsinoe (diz-se que os ossos são de uma criança de 15 a 18 anos, com Arsinoe tendo cerca de vinte e poucos anos na época de sua morte); e terceiro, como  Cleópatra e Arsínoe não possuem a mesma mãe, "o argumento étnico vai em grande parte pela janela". 
Até o momento, nenhuma tumba confirmada de qualquer governante ptolomaico foi encontrada. Consequentemente, os testes genéticos em restos mortais de Ptolomeus são impossíveis. 